# Penopauze
Penopauze of andropauze is een hormonale overgang van de man. Net als bij vrouwen (menopauze) komt dit voor zo rond de leeftijd van ongeveer veertig à vijftig. Vaak ontstaan er lichamelijke klachten en depressies, in deze periode scheiden de meeste stellen. Het is grotendeels te vergelijken met de menopauze die bij de vrouw ontstaat, al heeft het uiteraard niets te maken met de menstruatiecyclus, maar de klachten die ontstaan, komen tot op zekere hoogte met elkaar overeen.
Op seksueel vlak zijn er vaak een aantal wijzigingen. De hoeveelheid sperma die wordt uitgestoten tijdens een orgasme vermindert. Mannen ouder dan 50 jaar ejaculeren gemiddeld twee tot drie milliliter sperma per keer, tegen mannen jonger dan 50 jaar gemiddeld drie tot vijf milliliter. Ook de hoeveelheid voorvocht vermindert, of het vocht verdwijnt helemaal. De contracties die tijdens het orgasme het zaad naar buiten stoten verliezen hun kracht, zodat het sperma eerder naar buiten sijpelt in plaats van spuit.
Andere veranderingen die kunnen optreden zijn: het langer duren eer er een erectie komt, minder stevige erecties, het sneller verdwijnen van een erectie na de zaadlozing en een langere tijd tussen opeenvolgende erecties.
Deze symptomen kondigen echter geenszins het einde van het seksueel functioneren van het lichaam aan, het gaat alleen wat minder soepel.